# Streamlining

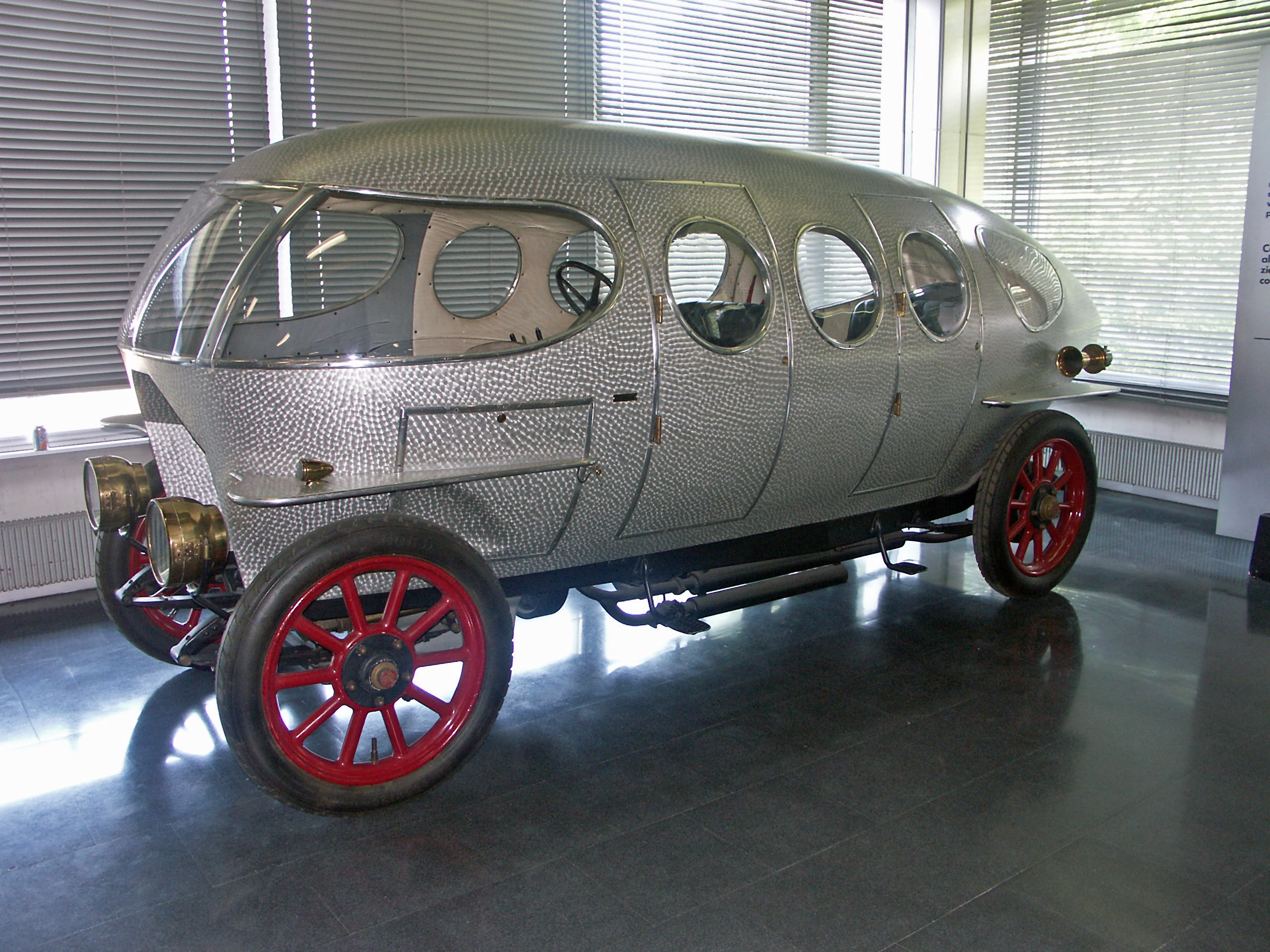
Il prototipo dell'Alfa Romeo 40-60 HP

Nel campo del disegno industriale il termine Streamlining (o Streamline) indica il movimento di progettazione più significativo nell'ambito della cultura tecnica statunitense. Le linee che caratterizzano lo Streamlining sono originate dagli studi che si sviluppano a partire dagli anni venti, anche grazie all'invenzione della galleria del vento, sul Cx. Tale movimento deve il suo nome alla ricerca delle forme aerodinamiche. Per molti anni da allora la parola "aerodinamica" viene usata nel linguaggio popolare al posto di "moderna".

## Storia

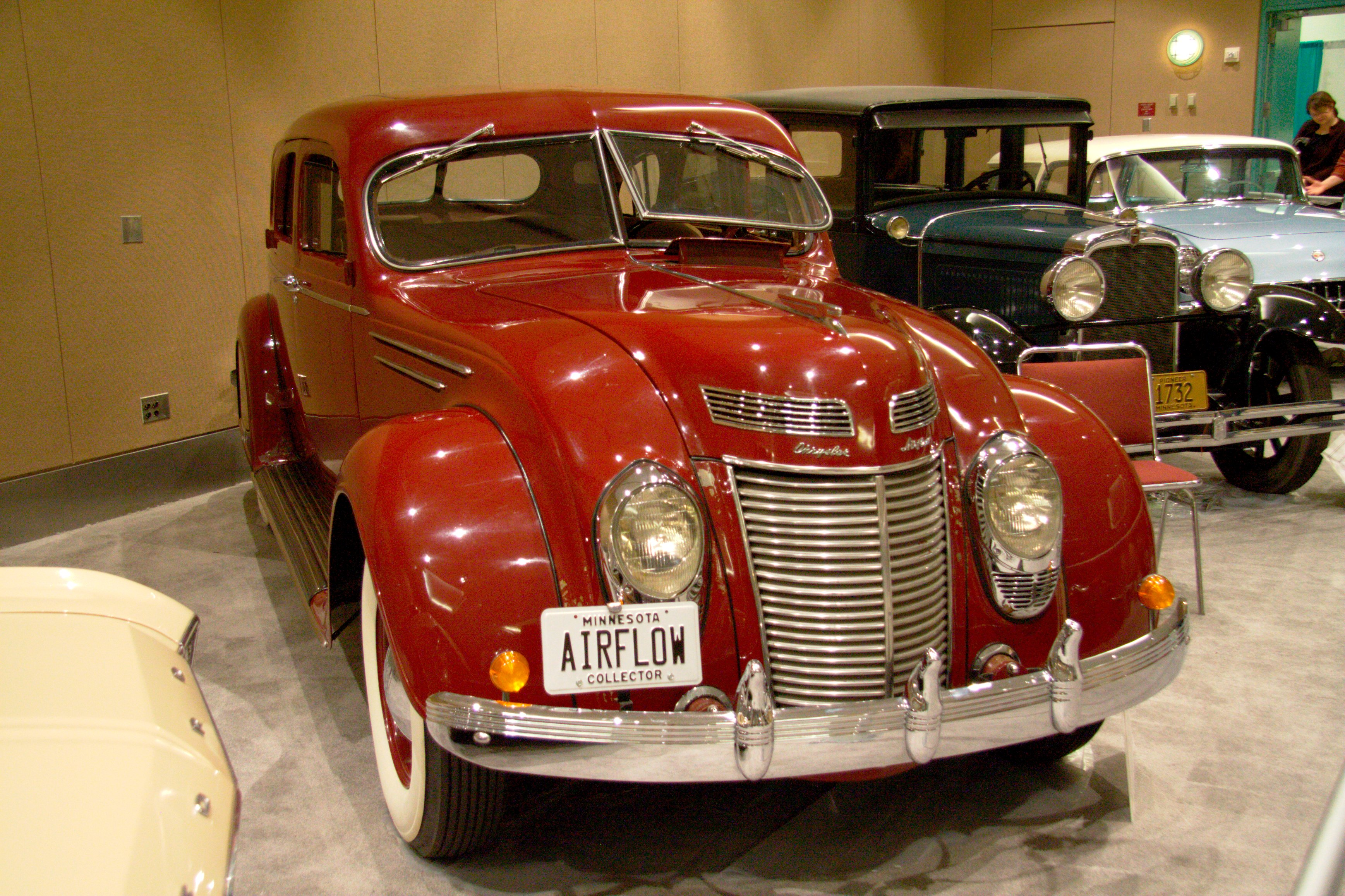
Una Chrysler Airflow dove è ben visibile la differenza di forme della sua carrozzeria rispetto alle altre auto di quel periodo (vettura di fianco)

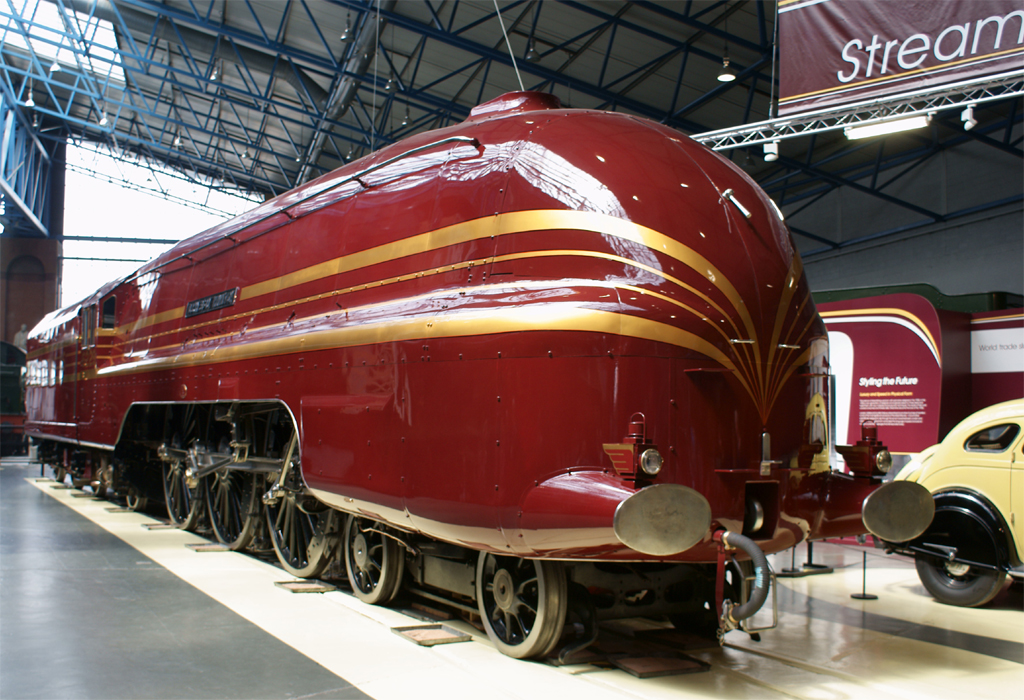
Il concetto dello streamlining espresso dal LMS Princess Coronation Class 6229 Duchess of Hamilton

Lo streamlining fu utilizzato per la prima volta agli inizi del XX secolo per migliorare le prestazioni di aerei, locomotive, automobili, alle alte velocità.
Negli anni trenta molti designer industriali usarono lo streamlining, più che per ragioni di funzionalità, per dare agli oggetti forme più eleganti e seducenti che allettassero maggiormente il consumatore. Successivamente al crollo della borsa di Wall Street i produttori americani preferirono migliorare o riprogettare i prodotti già esistenti sul mercato in modo da farli sembrare nuovi.
Molti designer utilizzarono la bachelite per la realizzazione dei loro progetti, un materiale plastico termoindurente molto adatto allo stampaggio di forme affusolate.
Nel 1934 il frigorifero Coldspot divenne il primo oggetto ad essere commercializzato più per il suo aspetto estetico che per le sue prestazioni. Nello stesso anno esce uno degli oggetti di design industriale più significativi della storia dell'automobile: la Chrysler Airflow (ZSB), per la realizzazione della quale la Chrysler fece costruire una galleria del vento aziendale, sotto supervisione di Orville Wright. In Italia però studi aerodinamici in campo automobilistico erano già iniziati da molti anni, nel 1913 infatti la carrozzeria milanese Castagna Milano concepì un progetto di vettura dalla carrozzeria totalmente puntata sull'aerodinamica, progetto che venne successivamente prodotto da quella che è attualmente l'Alfa Romeo: l'ALFA 40-60 HP di Giuseppe Merosi. Uno dei rari casi di applicazione di questo stile in ambito nautico è l'MV Kalakala un singolare traghetto nato nel 1926 e tenuto in esercizio per il trasporto dei passeggeri nello stretto di Puget fino alla fine degli anni sessanta.
De Fusco (Storia del Design, 1985) disse che la cultura dello Streamlining è stata definita in senso peggiorativo quella dello Styling ed è stata collegata ad una strategia economica, nata per far fronte alla crisi del 1929.
Il fatto che lo Streamlining sia originariamente legato alla crisi del 1929 è una vecchia opinione da revocare in dubbio. 
(Renato De Fusco, Storia del Design)